# Coqueret du Pérou
Physalis peruviana
Espèce
Classification APG III (2009)
Le Coqueret du Pérou (Physalis peruviana ; en espagnol : aguaymanto ; en aymara : topotopo ; dans les langues quechua : uchuwa, goldenberry en anglais) est une espèce du genre Physalis originaire d'Amérique du Sud (Colombie, Bolivie, Pérou) et acclimatée en Afrique. Il ne faut pas la confondre avec Physalis pruinosa, appelé « cerise de terre » au Canada.
Appartenant à la famille des Solanaceae, comme la tomate, la pomme de terre, le piment, l'aubergine, le poivron mais aussi des plantes toxiques telles que la douce-amère ou la jusquiame, elle n'est pas proche de la cerise ou de la groseille comme ses divers noms vernaculaires pourraient le faire penser.
Plante très rameuse, ses tiges atteignent de 70 cm à un mètre. Le fruit est de la grosseur d'une cerise, jaune orange, juteux et de saveur légèrement acide. Il est contenu dans une sorte de sac membraneux et parcheminé de couleur jaune ambré.

## Description

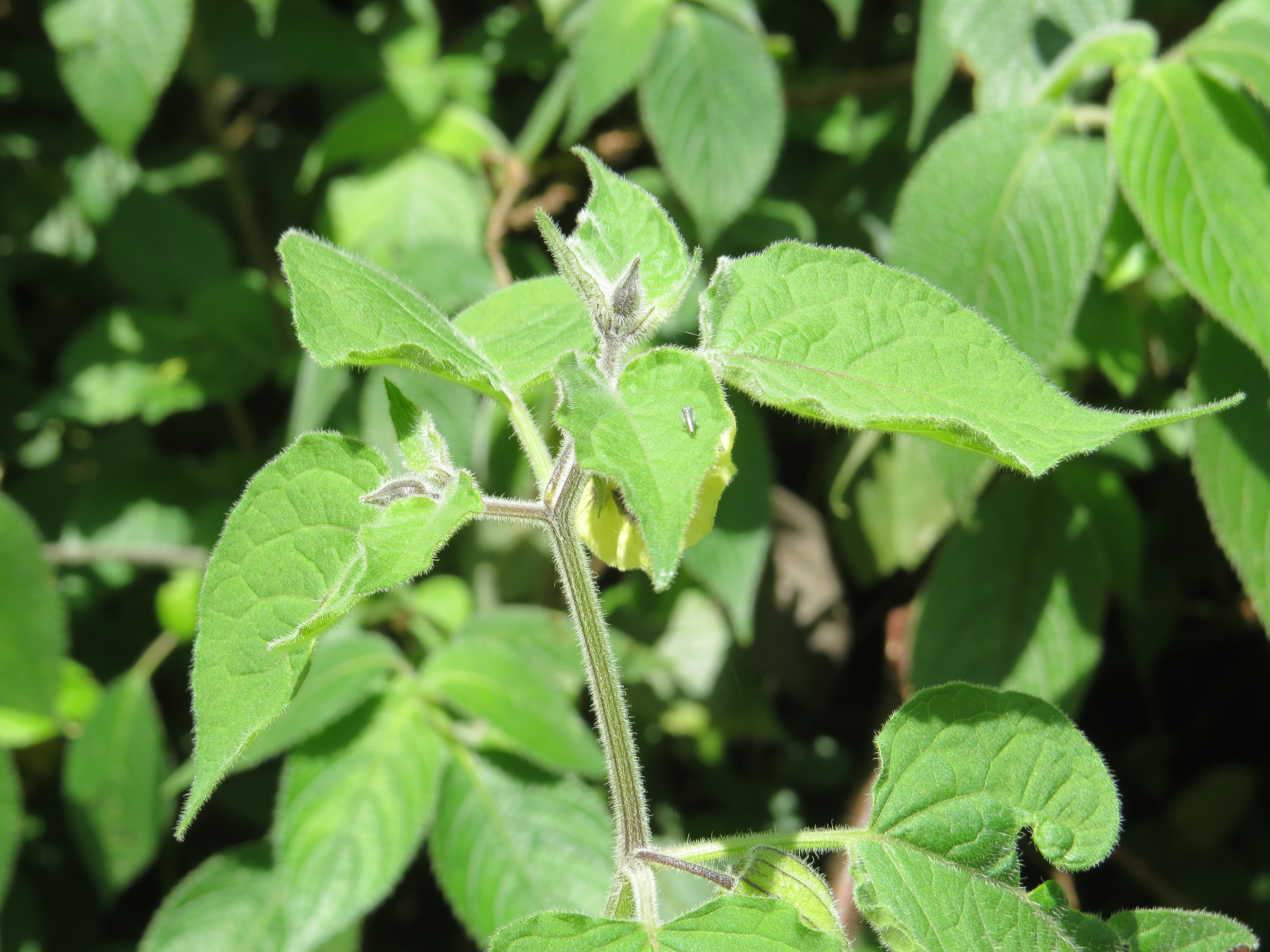
Feuillage de Coqueret du Pérou.

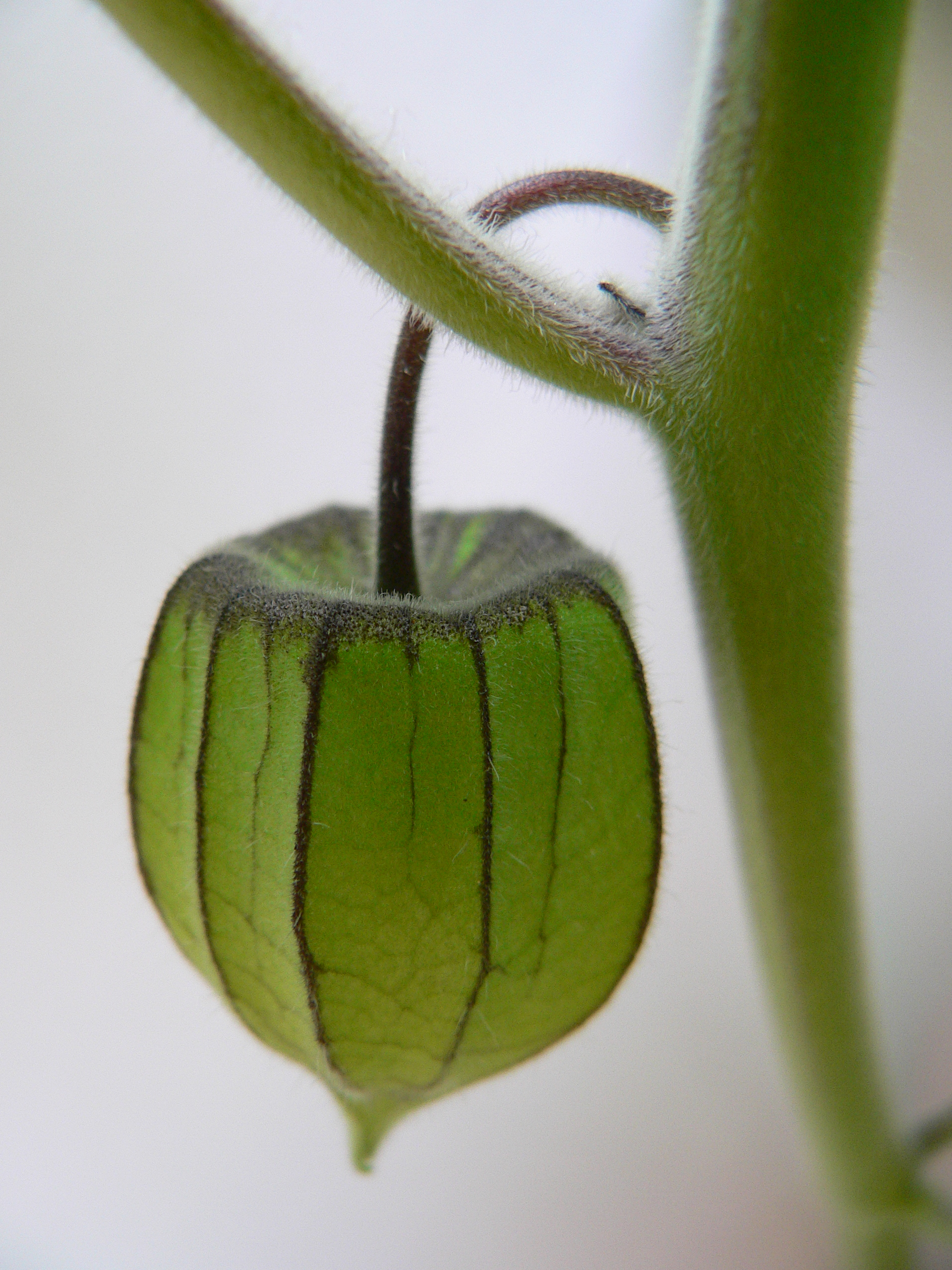
Un fruit pas encore mûr.

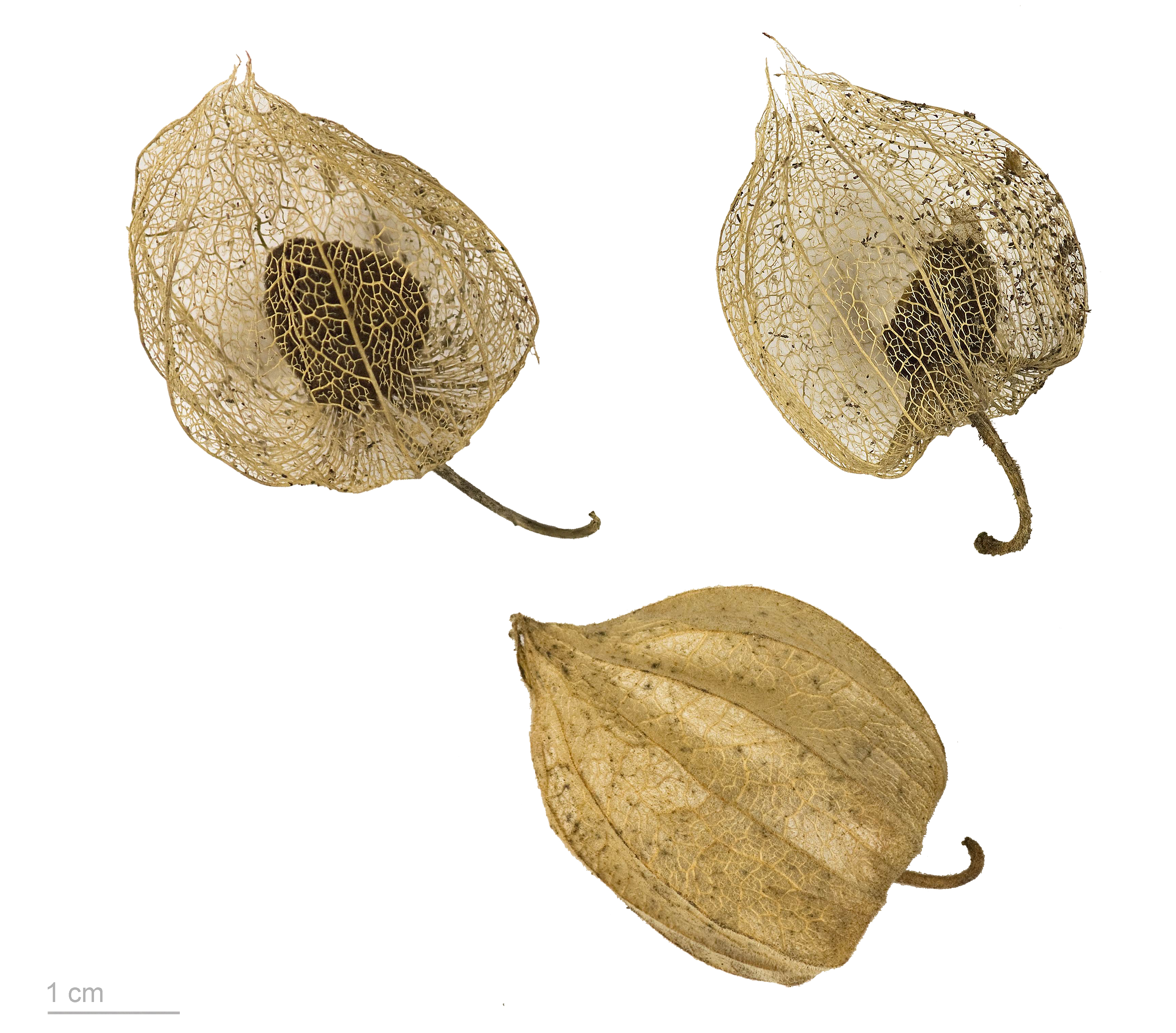
Fruits et graines de Physalis peruviana - Muséum de Toulouse.

La plante peut être pérenne en climat chaud. Elle fait 45 à 90 cm de haut avec des tiges érigées très branchues. Pétiole de 2 à 5 cm, feuilles ovales à cordées bord entier ou légèrement dentée de 6 à 15 cm par 4 à 10 cm. Calice campanulé 7 à 9 mm. Corolle jaune à gorge tachetée 1,2 à 1,5 cm par 1,2 à 2 cm. Calice du fruit vert, ovoïde de 2,5 à 4 cm présentant 5 à 10 angles. Toute la plante est pubescente.
Le fruit est une petite baie ronde, de la taille d'une bille (1 à 1,5 cm de diamètre) de couleur jaune à orange brillant, remplie de petites graines, et protégée par une cage de feuilles, constituée des sépales soudés qui le fait ressembler à un lampion.
Ce fruit est très doux, idéal pour tartes et confitures.

## Utilisations
La récolte des Physalis est manuelle et délicate, il est fragile, le prix de ce fruit est donc élevé, c'est pourquoi il est commercialisé comme garniture. Il se consomme frais, nature, en confiture (excellente, mais il faut ajouter de la pectine car le physalis n'en contient pas), et aussi en fruit sec, en cuisine sucrée ou salée.
Les fruits restant à l'intérieur de leur enveloppe se conservent à température ambiante entre 30 et 45 jours.

### Santé

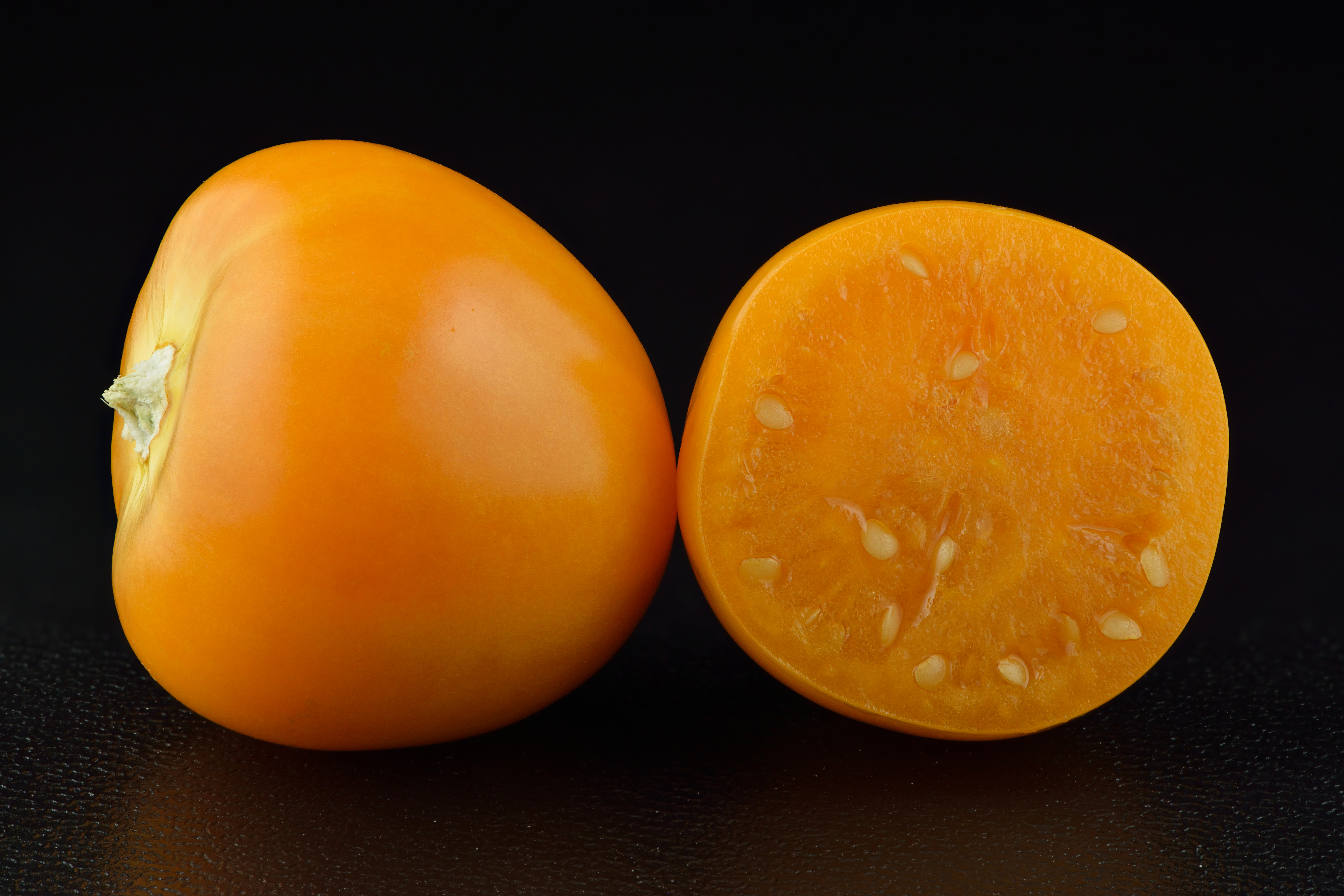
Fruits.

Au palmarès des fruits riches en antioxydants, le Physalis, avec un indice ORAC de 1770, a une activité antioxydante moyenne mais beaucoup moins que le lyciet commun (Lycium barbarum).
Le fruit, dont on peut faire une huile, est riche en acides gras essentiels, en caroténoïdes (excellente source de provitamine A, 3000 UI de carotène pour 100 g), en vitamine C, en vitamine E et en phytostérols. Il possède également certains des complexes de vitamine B. Peu de protéines (0,3 %) mais un taux exceptionnel de phosphore (6 % des AJR pour 100g).[réf. nécessaire]
Le Physalis peruviana permet ainsi de renforcer le nerf optique et soulager les maux de gorge. Il est recommandé pour les personnes atteintes de diabète de tous types, favorise le traitement des personnes atteintes d'affections de la prostate et purifie le sang grâce à ses propriétés diurétiques et est aussi utilisé comme un tranquillisant naturel pour sa teneur en flavonoïdes.[réf. nécessaire]
Les fruits encore verts contiennent assez de solanine pour déclencher une gastro-entérite et une diarrhée s'ils sont ingérés.

## Zones de culture
La plante, originaire des zones andines de Colombie, Pérou, Bolivie dans des altitudes jusqu'à 3200m, a été largement introduite en culture dans d'autres régions tropicales, subtropicales et même des zones tempérées. Elle doit son nom de groseille du Cap au fait qu'elle fut cultivée par les premiers colons du cap de Bonne-Espérance avant 1807. En Afrique du Sud, le Physalis est cultivé commercialement pour ses fruits et des confitures souvent exportées. Le Physalis est aussi cultivé à petite échelle au Gabon et dans d'autres parties de l'Afrique centrale. À Madagascar il porte le nom de pok-pok, et l'on en fait de la confiture ou du rhum arrangé.
Peu de temps après son adoption au Cap de Bonne-Espérance, il fut importé en Australie, où il a été l'un des rares fruits des premiers colons en Nouvelle-Galles du Sud. Là, il a longtemps été cultivé sur une grande échelle et est abondamment naturalisé dans le Queensland, Victoria, l'Australie méridionale, l'Australie occidentale et le nord de la Tasmanie. Il est également cultivé en Nouvelle-Zélande où il est dit que «la ménagère est parfois gênée par la quantité de baies dans le jardin».
Il a récemment été cultivé au Chili, produisant des fruits d'une étonnante saveur et arôme (en comparaison avec les fruits d'origine tropicale), une conséquence directe de la grande différence de température entre le jour et la nuit dans le sud du Chili. Toutefois, au Chili, la production n'est possible que de décembre à mai.